# Suns of the Tundra
Suns of the Tundra es una banda de metal progresivo, formada en 2004 por los exintegrantes de la banda Peach (disuelta en 1994), Simon Oakes (voz y guitarra), Andy Marlow (bajo) y Rob Havis (batería, luego bajo), y Andrew Prestidge (batería).

## Historia

### Peach
En 1992, Ben Durling y Rob Havis dejan la banda Unwind, y junto a Justin Chancellor y Simon Oakes forman Peach. Desde ese momento, y hasta 1994 graban los EP Don't Make Me Your God, Disappear Here y Burn. En ese año realizan una gira por Europa junto a Tool, luego de haber grabado su primer álbum Giving Birth to a Stone. En 1995, Simon Oakes deja la banda, y se une a Geyser. Es reemplazado por Roger Sterling. Ese mismo año, debido a la salida de Justin Chancellor para reemplazar a Paul D'Amour en Tool, se integra a la banda el bajista Andy Marlow.

### Suns of the Tundra
En 2003, luego del éxito del relanzamiento de Giving Birth to a Stone, se reúnen Simon Oakes, Andy Marlow, Rob Havis (ahora en el bajo) y Andy Prestidge en la batería, con el nombre de Suns of the Tundra («soles de la tundra»). En 2004 se une Mark Moloney como guitarrista. Al año siguiente es publicado el álbum Suns of the Tundra.

## Integrantes
- Simon Oakes - voz, guitarra
- Mark Moloney - guitarra
- Andy Marlow - bajo
- Rob Havis - bajo
- Andrew Prestidge - batería

## Discografía

### Peach

#### Álbumes
- 1994: Giving Birth to a Stone (remasterizado en 2000)

#### Demos y EP
- 1991: Flow with the Tide
- 1992: Don't Make Me Your God
- 1992: Disappear Here
- 1993: Burn
- 1994: Spasm

### Suns of the Tundra

#### Álbumes
- 2004: Suns of the Tundra
- 2006: Tunguska

#### Otros
- 2009: Illuminate (EP)
- 2009: Almost the Right People (recopilatorio)
- 2015: Bones Of Brave Ships (EP)
- 2019: Murmuration (EP)